# Легенды осени
«Леге́нды о́сени» (англ. Legends of the Fall) — эпический вестерн-драма 1994 года, четвёртый полнометражный фильм режиссёра Эдварда Цвика с Брэдом Питтом, Энтони Хопкинсом, Эйданом Куинном, Джулией Ормонд и Генри Томасом в главных ролях. Основанный на одноимённой повести Джима Харрисона 1979 года, фильм рассказывает о трех братьях и их отце, живущих в дикой местности и на равнинах Монтаны в начале 20-го века, и о том, как природа, история, война и любовь влияют на их жизнь. Временные рамки фильма охватывают почти 50 лет, начиная с начала 20-го века, Первой мировой войны, эпохи сухого закона и заканчивая короткой сценой, действие которой происходит в 1963 году. Фильм был номинирован на 3 премии «Оскар» и получил награду за лучшую операторскую работу (Джон Толл). Как в фильме, так и в книге иногда встречаются термины на корнском языке, поскольку Ладлоу — семья иммигрантов из Корнуолла.

## Сюжет
В штате Монтана живёт отставной полковник (Энтони Хопкинс) с женой и тремя сыновьями. На службе полковник принимал участие в геноциде индейцев. Осознав несправедливость происходящего, он оставил службу и с семьёй поселился вдали от цивилизации. Вместе с ними живут индеец из племени кри Один Удар и смешанная семья Декеров с дочерью-полукровкой. Вскоре жена полковника Изабель возвращается в Европу, а маленькие дети остаются с отцом. Средний сын полковника, Тристан (Брэд Питт), много времени проводит с Ударом, обучается охоте, любит бывать в лесу.
Младший сын Сэмюэль уезжает учиться и через несколько лет возвращается с невестой Сюзанной (Джулия Ормонд). Вскоре в Европе начинается Первая мировая война, старший и младший сыновья считают своим долгом воевать за Англию, хотя их отец думает иначе. В скором времени все трое сыновей уезжают воевать. Едет и Тристан, но только для того, чтобы присматривать за Сэмюэлем. Сюзанна остается ждать жениха в доме полковника. На войне старший сын Альфред получает ранение в ногу, а Сэмюэль погибает на глазах Тристана. Тристан, согласно индейскому ритуалу, вырезает сердце брата, чтобы затем доставить его на родину. Сразу после совершения ритуала Тристан отправляется мстить — он убивает ножом несколько немецких солдат и снимает с них скальпы.
После скорого выздоровления домой возвращается Альфред и привозит для захоронения сердце Сэмюэля. Тристан, остро переживающий гибель младшего брата, покидает отчий дом и довольно долго скитается по просторам США и Канады. Альфред признается Сюзанне, что любит её с того момента, когда увидел впервые и просит стать его женой, но получает отказ. Когда Тристан возвращается, становится понятно, что Сюзанна к нему давно неравнодушна, и они начинают совместную жизнь. Альфред не может с этим смириться и уезжает, решив начать собственное дело в городе.
Тристан по-прежнему неспокоен из-за смерти младшего брата. В итоге он снова уезжает из дома скитаться по свету, а Сюзанна обещает ждать его. Тристан плавает по разным континентам, побывав, в частности, в Африке, Индонезии, Новой Гвинее и пр. экзотических странах. Он присылает Сюзанне золотой браслет, а однажды к ней приходит от него прощальное письмо, в котором он советует ей выйти замуж за другого.
Когда письмо доходит до Сюзанны, она переживает это как трагедию, а отца-полковника частично парализует. Сюзанна выходит замуж за Альфреда, который начинал скотопромышленником, но затем преуспел, сделавшись конгрессменом. Бизнес и политика связывают Альфреда с братьями О’Баньон — гангстерами и бутлегерами. Через несколько лет Тристан возвращается домой — по его виду кажется, что его тоска прошла. Он привозит всем гостинцы, в том числе и юной Изабель Второй — индейской дочери Декеров. Тристан и Изабель вступают в брак, и у них рождаются сын и дочь.
Однако в период сухого закона Тристан вынужден заняться нелегальной торговлей спиртным, «перейдя дорогу» братьям О’Бэнион и вступив с ними в конфликт. От рук офицера полиции, работающего на братьев-гангстеров, случайно погибает Изабель Вторая, и разъяренный Тристан избивает до полусмерти виновника смерти жены, за что попадает на тридцать дней в тюрьму. Там он обдумывает свой план мести. Сюзанна навещает Тристана в тюрьме и признается, что не может жить без него, но Тристан отказывает ей и требует возвратиться к Альфреду.
Не в силах пережить отказ Тристана, Сюзанна совершает самоубийство. Выйдя из тюрьмы, Тристан, с помощью вождя Один Удар и Декера, расправляется с виновными в гибели жены, в том числе с одним из братьев О’Баньон. Шериф и второй брат О’Баньон приезжают к дому полковника, чтобы убить Тристана, но погибают в результате перестрелки, в которую неожиданно вмешивается пришедший на помощь к брату Альфред. Полковник прощает старшего сына, а Тристан просит Альфреда позаботиться о его детях.
В эпилоге рассказывается, что безутешный скиталец Тристан жил долго и, по индейскому мировоззрению, «умер хорошей смертью» в схватке с медведем в 1963 году.

## В ролях
- Брэд Питт — Тристан Ладлоу
- Энтони Хопкинс — полковник Уильям Ладлоу
- Эйдан Куинн — Альфред Ладлоу
- Джулия Ормонд — Сюзанна
- Генри Томас — Сэмюэль Ладлоу
- Карина Ломбард — Изабель Вторая Декер Ладлоу
- Кристина Пиклз — Изабель Ладлоу
- Гордон Тутусис[англ.] — Один Удар
- Танту Кардинал — Пет Декер (мать Изабель Второй)

## Критика
Рейтинг свежести фильма на сайте агрегатора рецензий Rotten Tomatoes составил 58 % (на основании 57 рецензий), средневзвешенный рейтинг был 5,8 балла из 10. На сайте агрегатора рецензий Metacritic рейтинг фильма составляет 45 % (на основе 23 рецензий).

## Награды и номинации
- 1995 — премия «Оскар» за лучшую операторскую работу (Джон Толл), а также 2 номинации: лучшая работа художника-постановщика (Дорри Купер, Лилли Килверт), лучший звук (Пол Мэсси, Дэвид Кэмпбелл, Кристофер Дэвид, Дуглас Гэнтон)[5]
- 1995 — 4 номинации на премию «Золотой глобус»: лучший фильм — драма, лучший режиссёр (Эдвард Цвик), лучшая мужская роль — драма (Брэд Питт), лучшая музыка к фильму (Джеймс Хорнер)[6]